# Siete
El siete (7) es el número natural que sigue al 6 y precede al 8.  

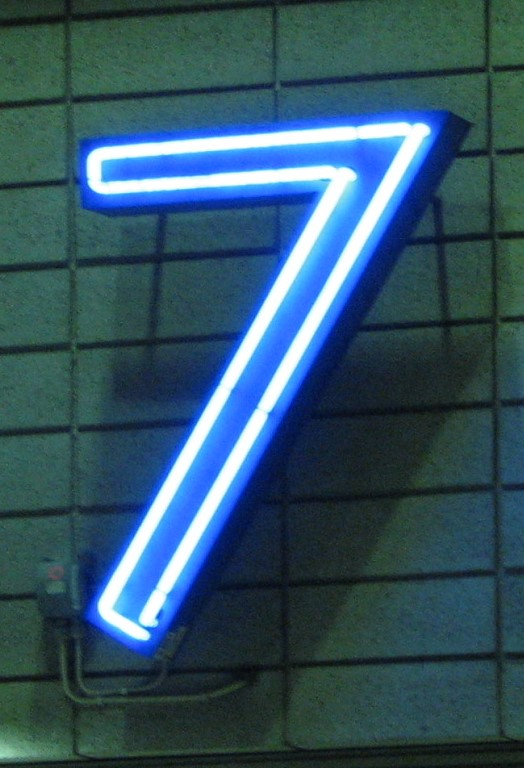
Un número siete hecho con luces de neón.

el siete al igual que el 1 el 3 o el 5 es un Numero impar y sus números primos son:
El 17
El 37
El 47
El 67
Y El 97
Fuente:
https://yosoytuprofe.20minutos.es/2019/10/10/como-saber-si-un-numero-es-primo/

## Matemáticas
- Es el 4.º número primo después del 5 y antes del 11.
- El polígono de 7 lados recibe el nombre de heptágono.
- Es el 2.º número primo de Mersenne (2 3 - 1); no solo es un primo de Mersenne, sino que también es un doble primo de Mersenne ya que el exponente 3, es en sí mismo un primo de Mersenne.
- Es un número primo factorial.
- Su raíz primitiva mínima es 3, pues 23 ≡ 1 mod(7)[2]
- 7! = 5040, que bien puede expresar la cantidad de modos de aparición sucesiva de siete plagas diferentes.
- Los 7 primeros números primos racionales impares son: 3, 5, 7, 11, 13, 17 y 19
- Es un número primo de Woodall.
- Los problemas del milenio son siete problemas matemáticos que declaró el Clay Mathematics Institute en el año 2000. Actualmente, seis de los problemas siguen sin resolverse.
- Es un término de la sucesión de Padovan.
- Forma un triplete de números primos sexys (7,13,19).
- No puede ponerse como diferencia de dos primos.
- 3.er término de la sucesión de Sylvester.
- 1.er número primo de Newman-Shanks-Williams.
- 4.º número de Heegner
- 2.º número primo de la suerte.
- 1.er número primo feliz.
- Siete es el número natural más pequeño que no se puede representar como la suma de los cuadrados de tres enteros. (Ver el Teorema de los cuatro cuadrados.
- 7 es el único número D para el cual la ecuación 2n - D = x2 tiene más de dos soluciones para n y x naturales. En particular, la ecuación 2n - 7 = x2 se conoce como la ecuación de Ramanujan–Nagell.
- 999,999 dividido por 7 es exactamente 142,857 (número cíclico).
- Hay siete tipos elementales de catástrofes. Ver teoría de las catástrofes.
- Es un autonúmero.
- En el sistema binario se escribe como 111.

## Química
- Número atómico del nitrógeno (N).

## Astronomía
- Objeto de Messier M7 es un cúmulo abierto  en la constelación de Escorpio.
- NGC 7 es una galaxia espiral ubicada en la constelación del escultor.
- Planeta Urano

## Biología
- Casi todos los mamíferos tienen siete vértebras cervicales
- Existen siete tipos de virus, según la clasificación de Baltimore
- Existen siete tipos de heces, según la escala de heces de Bristol

## Popularidad
- El pilin de esta popularidad está en la observación del cielo por los antiguos astrónomos. La inmensa mayoría de las estrellas no cambiaban de posición unas respecto de otras durante el año. Sin embargo, observaron siete cuerpos celestes que sí lo hacían. El Sol y la Luna, los dos primeros, evidentemente formaban parte de ellos. Los otros cinco eran los planetas que pueden verse a simple vista, Mercurio, Venus, Marte, Júpiter y Saturno, que los pueblos antiguos consideraban estrellas móviles.[cita requerida]
- Estos siete astros (bautizados en honor a dioses romanos) les dieron sus nombres a los días de la semana en muchos idiomas: lunes (Luna), martes (Marte), miércoles (Mercurio), jueves (Júpiter, Jove) y viernes (Venus). En español, «sábado» procede del nombre la fiesta hebrea «Sabbat» y «domingo» de la palabra latina «Dominus», 'el Señor' (dominĭcus [dies], [día] del Señor).[3] No obstante, en idiomas como por ejemplo el inglés, se mantienen los nombres originales de estos dos días: Saturday de Saturn (Saturno) y Sunday de «Sun» 'el Sol'.

## Diversidad de asuntos
- Los siete días de la semana: domingo, lunes, martes, miércoles, jueves, viernes, sábado.
- Las siete colinas de Roma[4]
- La suma de los puntos en las caras opuestas del dado de 6 caras, suman 7.
- Los siete pecados capitales: soberbia, avaricia, lujuria, ira, gula, envidia y pereza.
- Los siete mares, expresión que se usa al hablar, en general, de todos los mares o de un grupo determinado de mares que varía según la época y los pueblos.
- Los siete metales, expresión que se usa al referirse a los metales conocidos en la Antigüedad (oro, cobre, plata, plomo, estaño, hierro y mercurio).
- Número de notas en la escala diatónica de la música occidental

- Los siete brazos del Menorá, el candelabro sagrado y litúrgico judío.

- Los siete sabios de Grecia.
- Los siete sacramentos: Bautismo, confirmación, eucaristía, penitencia, unción de los enfermos, matrimonio y orden sacerdotal.
- Las siete maravillas del mundo antiguo.
- Los siete samuráis
- Siete años en el Tíbet
- Los siete magníficos
- Las "siete virtudes" del Bushidō
- Los siete dones católicos del Espíritu Santo: Sabiduría, inteligencia, consejo, fortaleza, ciencia, piedad y temor de Dios.
- Las siete partidas de Alfonso X el Sabio.
- Los 7 arcángeles.
- Las siete Bellas artes: Arquitectura, danza, escultura, música, pintura, literatura y cinematografía.
- Las siete cuevas de donde provienen los 7 pueblos chichimecas.
- Los siete cielos del islam.
- Los siete modos griegos.
- Siete cabezas de la bestia del Libro de las Revelaciones.
- Siete vueltas de los israelitas alrededor de Jericó en el séptimo día fuera de sus murallas.
- Los siete niños de Écija.
- Los siete infantes de Lara.
- En la franquicia Star Trek, Siete de Nueve es una antigua miembro del colectivo Borg.
- Ana y los siete
- En Poniente (de Canción de Hielo y Fuego y Juego de Tronos) hay 7 reinos: Reino del Norte, Reino de las Islas y los Ríos, Reino de la Montaña y el Valle, Reino de la Roca, Reino del Dominio, Reino de la Tormenta y el Principado de Dorne.
- En Poniente (de Canción de Hielo y Fuego y Juego de Tronos) la fe de los 7,donde hay 7 dioses que son uno.  Y las expresiones: "por los siete" O "siete infiernos"
- Los 7 horrocruxes de lord Voldemort en Harry Potter.
- Las 7 esferas del Dragón en el universo de Dragon Ball.
- Los 7 Infiernos de Dante Divina comedia.
- Las siete plagas que aparecieron para ablandar el corazón del faraón[5]
- Los siete sabios del bosque de bambú [cita requerida]
- Siete sabios (The Legend of Zelda).
- Los Siete Arcontes (Genshin Impact)
- Los 7 principios del universo (Kybalion)
- Los siete enanitos de Blancanieves
- Los 7 E-Guardias (Gamesa)
- Los colores del Arcoíris son 7: rojo, naranja, amarillo, verde, azul, añil y violeta.